# Pauli sententiae
Le Sententiae Receptae (ad filium) (dette anche Pauli Sententiae; tra gli storici del diritto è usato anche il termine Sentenze pseudo-paoline (Sententiae = decisioni annotate), citate come PS), sono una raccolta di pareri giurisprudenziali romani, redatta a cavallo tra il III e il IV secolo d.C. probabilmente in ambiente nordafricano. L'aggiunta "ad filium" indica che la collezione è stata originariamente scritta per l'istruzione del figlio di Paolo. 
Considerate una delle opere più importanti della giurisprudenza postclassica, le Sententiae sono divise in cinque libri. e trattano questioni di diritto penale e privato.

## Importanza dell'opera
La compilazione, anonima, è considerata un'importante fonte della tradizione giuridica pre-giustinianea. L'opera è un florilegio di pareri attribuiti al giureconsulto di età severiana Giulio Paolo. La paternità è, tuttavia, ancora controversa tra gli studiosi di storia del diritto.  L'autorità imperiale ne sancì la piena validità, come si evince da una costituzione di Costantino del 327 (o 328) e da una successiva di Valentiniano III entrambe contenute nel Codex Theodosianus, che stabiliscono che il contenuto delle Sentenze deve essere considerato normativo per i futuri procedimenti giudiziari.
Paolo era assurto al rango di autorità nel campo del diritto al più tardi con la Legge delle citazioni degli imperatori Valentiniano III e Teodosio II, che lo indicava come uno dei cinque autori che potevano essere richiamati dai giudici.

## Utilizzo successivo
Alle Pauli Sententiae seguirono le raccolte delle costituzioni imperiali di epoca dioclezianea, i Codici Gregoriano e Ermogeniano. Dopo l'emergere di queste due raccolte, la letteratura legale aveva iniziato a rielaborare le opere giuridiche classiche in una forma molto più semplice, al fine di renderle accessibili ai centri di formazione legale e alla pratica legale ormai in declino. Le Regulae Ulpiani e i Tituli ex corpore Ulpiani, rielaborazioni di scritti giuridici di un altro grande giurista, Ulpiano, avevano un obiettivo simile. Come l'Epitome Gai, le Pauli Sententiae non ci sono pervenute direttamente, ma attraverso la mediazione di raccolte giuridiche postclassiche, che ne hanno in parte alterato il contenuto.
Il testo delle Pauli Sententiae è stato ricostruito quasi integralmente sulla base di passi contenuti in varie raccolte giuridiche tardo-antiche: 
- La Lex Romana Visigothorum;
- I Fragmenta Vaticana;
- La Collatio;
- Consultatio veteris cuiusdam iurisconsulti;
- La Lex Romana Burgundionum;
- Il Digesto.